# William Monroe Trotter House
Als William Monroe Trotter House ist das ehemalige Wohnhaus des afroamerikanischen Journalisten William Monroe Trotter im National Register of Historic Places eingetragen. Es steht im Stadtteil Dorchester in Boston im Bundesstaat Massachusetts der Vereinigten Staaten und wurde 1976 als National Historic Landmark anerkannt.

## Architektur
Das Haus weist einen rechteckigen Grundriss auf und wurde in den späten 1880er oder 1890er Jahren in Holzrahmenbauweise (balloon frame) errichtet. Es steht auf einem Fundament aus Granitschotter und besitzt ein mit Asphaltschindeln gedecktes Giebeldach. Das südliche Ende des Giebels bildet die Vorderseite des Gebäudes, die auf ihrer gesamten Breite über eine ein Stockwerk hohe Veranda verfügt.

## Historische Bedeutung
Die Bedeutung des Hauses geht auf William Monroe Trotter zurück, der dort von 1899 bis 1909 mit seiner Familie wohnte. Trotter wuchs in der schwarzen Elitegesellschaft von Boston auf und studierte an der Harvard University unter anderem bei George Herbert Palmer, George Santayana, William James und Albert Bushnell Hart. Er war der erste Afroamerikaner, der in die Studentenverbindung Phi Beta Kappa aufgenommen wurde. 1895 erhielt er seinen Abschluss Magna cum laude.
Ende des 19. Jahrhunderts kam es vermehrt zu Unruhen zwischen Schwarzen und Weißen, nachdem der United States Supreme Court in seinem Urteil im Fall Plessy v. Ferguson Schwarze zu Amerikanern zweiter Klasse erklärt hatte. 1901 war Trotter Mitgründer der Boston Literary and Historical Association, die als Forum für militante politische Meinungen etwa von W. E. B. Du Bois oder Charles W. Chesnutt diente. Er trat zudem der eher politisch orientierten Massachusetts Racial Protective Association bei.
Trotters größter Beitrag zu den Protesten der schwarzen Einwohner bestand darin, dass er 1901 gemeinsam mit seinem Freund George W. Forbes die wöchentlich erscheinende Zeitschrift Boston Guardian gründete. Zusammen mit W. E. B. Du Bois in Atlanta bildete er damit einen Gegenpol zu den Aussagen von Booker T. Washington.
Nachdem er bei einer Rede Washingtons in Boston festgenommen worden und für 30 Tage ins Gefängnis gekommen war, gründete er die Boston Suffrage League, die mit zunehmendem Wachstum in der New England Suffrage League aufging. Als ihr Präsident engagierte er sich gegen die Lynchjustiz und konnte bis 1925 jedes Jahr 120 Millionen US-Dollar für Schulen in südlichen Bundesstaaten sammeln. Er setzte sich zudem für die Abschaffung der Rassentrennung bei Fluggesellschaften sowie für die Durchsetzung des 5. Zusatzartikels zur Verfassung der Vereinigten Staaten ein.
Da er sich mehr und mehr für die Belange der Schwarzen und immer weniger für seinen Beruf einsetzte, verlor er nach und nach seinen Wohlstand und musste auch sein Haus in Boston aufgeben. Dennoch führte er seinen Kampf gegen Rassentrennung und Ungleichbehandlung bis zu seinem Tod 1934 fort.